# 大棠荔枝山莊

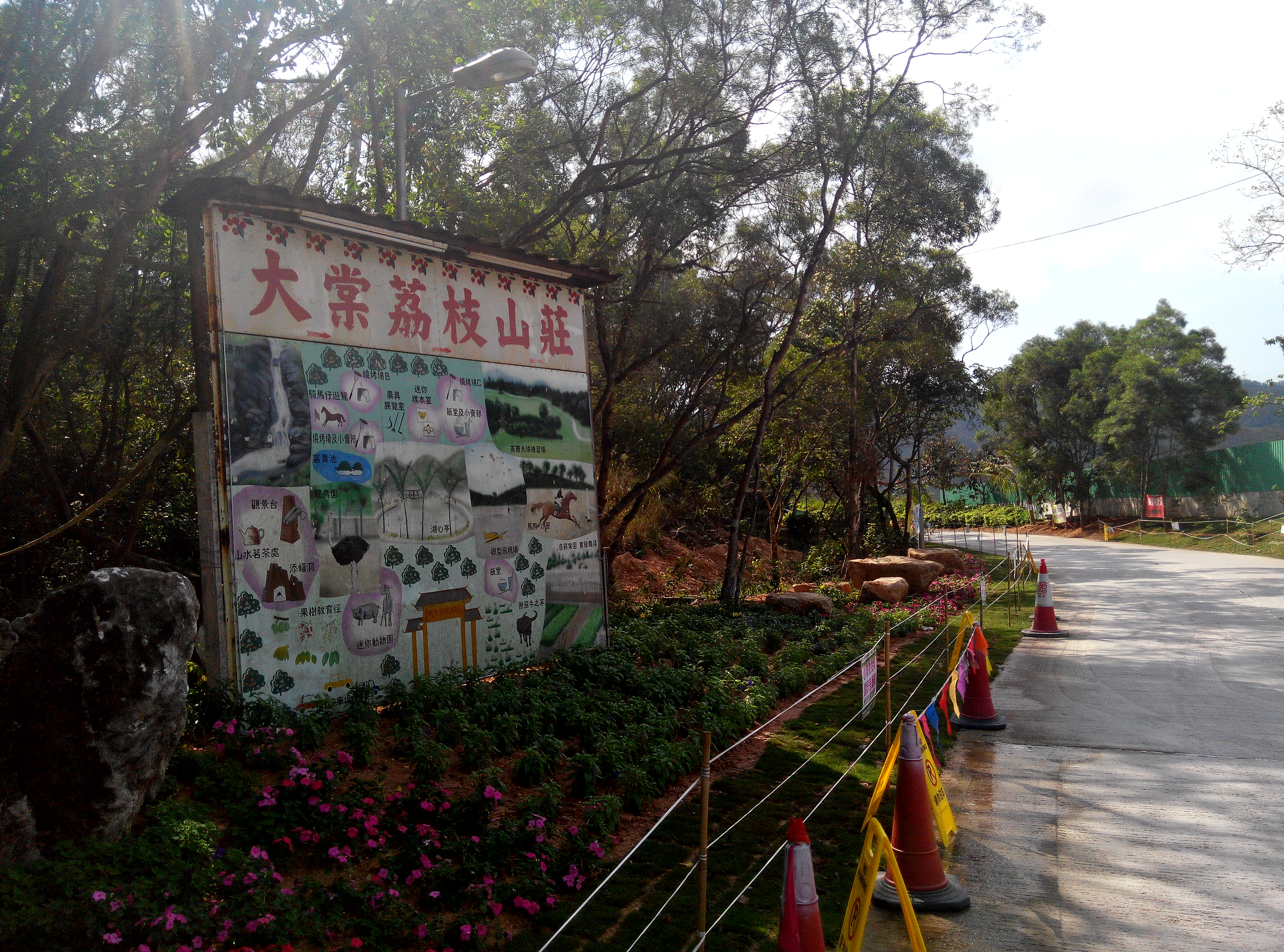
荔枝山莊入口

大棠荔枝山莊（英語：Tai Tong Lychee Garden）亦稱大棠荔枝園，是香港一個農場及植物園，位於新界元朗區大棠，於1993年12月開幕。大棠荔枝園是個私營港式燒烤樂園。於2012年4月，被審計署指出部份範圍佔用大欖郊野公園政府土地，地政總署於4月至5月起清拆違規建築物。

## 設施
荔枝山莊集大自然、農場和遊樂園於一身，場內設施景觀極具心思，得到廣東華南農業大學的合作，可作為自然教育。除了天然瀑布、荷花池、園林等美景外，還可參觀「迷你動物園」，近距離接觸鴕鳥、山羊或野豬等；亦可於湖心亭餵飼過千條錦鯉。而繩網陣、兒童遊樂場和行運大水車。

## 園主迫害流浪牛之家
荔枝園附近有一所名為流浪牛之家，是收養流浪無依的牛隻的慈善團體，由歐陽善瑜（洋洋）女士所經營。2007年5月12日，義工放牧期間，疑有牛隻誤闖大棠荔枝山莊破壞了農作物，荔枝山莊園主梁新發大為不滿，以擔挑擊傷該名女義工，至流浪牛之家負責人洋洋於逃跑時不適倒地，梁新發後來被警方拘捕。5月14日，流浪牛之家更被人惡意截斷水源，使場內82隻牛正面臨食水危機。
由於元朗地價上升，當地的權勢人士企圖強迫流浪牛之家遷走，不時對流浪牛之家進行滋擾。據了解，大棠荔枝山莊園主梁新發有勢力人士撐腰，不斷迫害流浪牛之家。有人以貨車驚嚇牛隻、傾倒泥頭於流浪牛之家、放外吃草的牛隻被驅趕四散及放牧。義工被恐嚇不得帶牛返回流浪牛之家、巧立名目指牛隻破壞荔枝園農作物，要求流浪牛之家賠償。大棠荔枝山莊園主的惡行備受讉責，熱心市民發起抵制大棠荔枝園的行動。目前流浪牛之家已搬往上水大隴村。

## 非法佔用郊野公園
2011年5月，香港傳媒揭發大棠荔枝山莊非法佔用大欖郊野公園政府土地，十八鄉鄉委會主席梁福元辯稱該處原是私人土地。

## 外部連結
- 大棠荔枝園（页面存档备份，存于）
- 女義工放流浪牛捱打 - 2007年5月13日《東方日報》
- 流浪牛之家被截水源 - 2007年5月15日《蘋果日報》
- 香港流浪牛之家（页面存档备份，存于）
- 新聞透視 - 2012.07.19 - 霸地[永久]